# Meriones tamariscinus
Meriones tamariscinus is een zoogdier uit de familie van de Muridae. De wetenschappelijke naam van de soort werd voor het eerst geldig gepubliceerd door Pallas in 1773.